# Metropolija Benetke
Metropolija Benetke (italijansko Sede Patriarcale metropolitana di Venezia) je ena izmed metropolij rimskokatoliške cerkve v Italiji, katere sedež je v Benetkah.
Trenutni metropolit je nadškof Francecso Moraglia.

## Zgodovina
Metropolija Benetke je bila ustanovljena 8. oktobra 1457, ko je takratna nadškofija Benetke dobila metropolijske dolžnosti.

## Škofje
Glejte glavni članek Seznam metropolitov Benetk.

## Organizacija
Metropolijo Benetke sestavljajo:
- nadškofija Benetke
- škofija Adria-Rovigo
- škofija Belluno-Feltre
- škofija Chioggia
- škofija Concordia-Pordenone
- škofija Padova
- škofija Treviso
- škofija Verona
- škofija Vicenza
- škofija Vittorio Veneto